# Souarekh
Souarekh là một đô thị thuộc tỉnh El Tarf, Algérie. Dân số thời điểm năm 2002 là 7.457 người.